# Strefa Mocnych Wiatrów
Strefa Mocnych Wiatrów – polski zespół rockowy, założony w 2004 roku w Warszawie przez wokalistę, gitarzystę i autora tekstów Dariusza „Grzywę” Wołosewicza. Zespół w swoich utworach łączy heavymetalowe brzmienie z tekstami o tematyce zarówno morskiej, pirackiej, jak również dotykającej problemów współczesnego świata – patologii, pogoni za karierą etc.
Zespół i jego twórczość jest przez wielu często mylnie kojarzony z szantami.

## Skład zespołu
- Dariusz „Grzywa” Wołosewicz – wokal, gitara
- Adam Zalewski – gitara basowa,
- Dariusz Adamczyk – gitara
- Arkadiusz Adamczyk – perkusja

## Historia
SMW zaczynała od grania „wodnych” coverów w ostrych, rockowych aranżacjach, opartych głównie na mocnym, metalowym brzmieniu gitar, co spotkało się z bardzo przychylnym przyjęciem publiczności. Projekt ewoluował i zespół zaczął intensywną pracę nad własnym materiałem, nawiązując w tekstach do tematyki związanej z morzem – zarówno starożytnych legend o wikingach, faktów historycznych, jak i współczesnych wydarzeń np. tragedii rosyjskiego Kurska. Sama muzyka stanowi wypadkową zainteresowań wszystkich członków zespołu, dzięki czemu odnaleźć w niej można elementy bluesa, hard rocka, heavy metalu czy nawet rocka progresywnego.
Jesienią 2007 roku ukazała się debiutancka płyta SMW  Strefa Mocnych Wiatrów z 9 autorskimi utworami. Umiejscowiło to zespół w nurcie tzw. maritime rocka. Uważani są za jego prekursorów w Polsce. Od początku działalności zespół cały czas intensywnie koncertuje i zdobywa coraz większą rzeszę fanów. W grudniu 2009 roku został wydany drugi studyjny album SMW  Królowie Mórz, na którym znalazło się 12 nowych utworów. Do utworu Robinson Crusoe zespół zrealizował teledysk. Po pół roku, w czerwcu 2010 roku, SMW wydała album Live. Na płycie znalazły się utwory z pierwszej i drugiej płyty, jak i dwa wcześniej nigdzie nie publikowane (w tym jeden cover). Materiał na Live został zarejestrowany jeszcze przed wydaniem płyty Królowie Mórz, a niewątpliwym atutem płyty jest to, że zespół nie dokonywał poprawek w studio, nie ingerował w żaden sposób w materiał, przez co na płycie mamy do czynienia z oryginalnym, koncertowym brzmieniem zespołu. 1 października 2011 ukazała się 4 płyta zespołu (3 studyjna), również w pełni autorska Verba Veritatis, zawierająca 11 utworów, w tym jeden bonus. Jest to album tym różniący się od dwóch poprzednich, że w tekstach nie dominują już morskie opowieści. Znaleźć na nim można kilka utworów utrzymanych w zdecydowanie szybszym tempie, ostrych i agresywnych, świadczących o tym, że zespół skłania się już wyraźnie ku klimatom heavymetalowym.
Na przestrzeni 7 lat działalności SMW zagrała ok. 300 koncertów,
m.in. u boku takich grup jak : Jelonek, Wild Knight, Hurt, Turbo, Crystal Viper, Lonewolf, Horrorscope, Monstrum, Chainsaw, Testor, Witchking, Privateer.

## Dyskografia
1. Strefa Mocnych Wiatrów  (2007)  wyd. Fundacja Gniazdo Piratów (GP 009)
2. Królowie Mórz   (2009)  wyd. Fundacja Gniazdo Piratów (GP 016)
3. Live    (2010) wyd. Fundacja Gniazdo Piratów (GP 019)
4. Verba Veritatis   (2011) wyd. Fundacja Gniazdo Piratów (GP 021)